# OBS 뉴스 (1000)
《OBS 뉴스 (1000)》은 OBS경인TV에서 매주 평일에 방송했던 경기 인천 지역 뉴스 프로그램이었다.

## 방송 시간
| 방송 채널 | 방송 기간                          | 방송 시간                            |
| --------- | ---------------------------------- | ------------------------------------ |
| OBS경인TV | 2007년 12월 31일 ~ 2010년 11월 5일 | 평일 오전 9시 50분 ~ 10시 (10분)     |
| OBS경인TV | 2011년 10월 31일 ~ 2013년 4월 12일 | 평일 오전 9시 50분 ~ 10시 (10분)     |
| OBS경인TV | 2021년 5월 3일 ~ 2022년 6월 3일    | 평일 오전 9시 50분 ~ 10시 (10분)     |
| OBS경인TV | 2010년 11월 8일 ~ 2011년 10월 28일 | 평일 오전 9시 55분 ~ 10시 5분 (10분) |
| OBS경인TV | 2013년 4월 15일 ~ 2015년 9월 11일  | 평일 오전 9시 45분 ~ 10시 (15분)     |
| OBS경인TV | 2015년 9월 14일 ~ 2016년 4월 22일  | 평일 오전 9시 40분 ~ 10시 (20분)     |
| OBS경인TV | 2016년 4월 25일 ~ 2019년 10월 25일 | 평일 오전 9시 45분 ~ 10시 5분 (20분) |
| OBS경인TV | 2021년 5월 3일 ~ 2022년 6월 3일    | 평일 오전 9시 50분 ~ 10시 (10분)     |
| OBS경인TV | 2022년 6월 6일 ~ 2023년 3월 24일   | 평일 오전 10시 ~ 10시 10분 (10분)    |

## 타이틀 변천사
| 기수 | 프로그램 타이틀 | 방송 기간                          |
| ---- | --------------- | ---------------------------------- |
| 1기  | OBS 뉴스 950    | 2007년 12월 31일 ~ 2010년 6월 28일 |
| 2기  | OBS 뉴스 955    | 2010년 11월 8일 ~ 2011년 4월 1일   |
| 3기  | OBS 뉴스 950    | 2011년 10월 31일 ~ 2013년 4월 12일 |
| 4기  | OBS 뉴스 945    | 2013년 4월 15일 ~ 2015년 9월 11일  |
| 5기  | OBS 뉴스 940    | 2015년 9월 14일 ~ 2016년 4월 22일  |
| 6기  | OBS 뉴스 945    | 2016년 4월 25일 ~ 2019년 10월 25일 |
| 7기  | OBS 뉴스        | 2021년 5월 3일 ~ 2022년 6월 3일    |
| 8기  | OBS 뉴스        | 2022년 6월 6일 ~ 2023년 3월 24일   |